# Alexander Sadebeck
Alexander Sadebeck (Breslavia, 26 giugno 1843 – Amburgo, 9 dicembre 1879) è stato un geologo e mineralogista tedesco.
Era il fratello del botanico Richard Sadebeck.

## Biografia
Studiò mineralogia e geologia presso l'Università di Berlino come allievo di Gustav Rose. Nel 1865 conseguì il dottorato con una tesi sulla formazione del Giurassico superiore in Pomerania. Nel 1872 fu nominato professore di mineralogia e geologia presso l'Università di Kiel.
Nel 1873 pubblicò una nuova edizione della opera di Gustav Rose dal titolo: Elemente der Krystallographie ("Elementi della Cristallografia"). Fu anche direttore della sezione di geologia di Karl Klaus von der Decken Reisen in Ost-Afrika ("Viaggi in Africa orientale"). Inoltre, fu l'autore di opere che trattavano del minerale tetraedrite, la cristallizzazione della galena, le forme cristalline di calcopirite, ecc.

## Opere principali
- Geognostische Arbeiten im Jahre 1869. In: Zeitschrift der Gesellschaft für Erdkunde zu Berlin. 5th volume. Verlag von Dietrich Reimer, Berlin 1870 – Geognostic works in 1869.
- Gustav Rose’s Elemente der Krystallographie. 3rd edition. Ernst Siegfried Mittler und Sohn, Königliche Hofbuchhandlung, Berlin 1873 – Gustav Rose's Elemente der Krystallographie.
- Rose-Sadebeck’s Elemente der Krystallographie. Volume 2. Angewandte Krystallographie. Ernst Siegfried Mittler und Sohn, Königliche Hofbuchhandlung, Berlin 1876 – Rose-Sadebeck’s Elemente der Krystallographie, volume 2: Applied crystallography.
- Baron Carl Claus von der Decken’s Reisen in Ostafrika. Volume 3: Scientific results. 3rd section. therein: Geology, edited by Alexander Sadebeck. C. F. Winter’sche Verlagsbuchhandlung, Leipzig und Heidelberg 1879.

La maggior parte dei suoi articoli scientifici furono pubblicati nella Deutschen geologischen Gesellschaft.